# Myriotrema masonhalei
Myriotrema masonhalei är en lavart som först beskrevs av Patw. & C.R. Kulk., och fick sitt nu gällande namn av Hale 1980. Myriotrema masonhalei ingår i släktet Myriotrema och familjen Thelotremataceae.   Inga underarter finns listade i Catalogue of Life.